# Pete Ladd
Pete Linwood Ladd (Portland, Maine; 17 de julio de 1956-Maine, 20 de octubre de 2023) fue un beisbolista estadounidense que jugó ocho temporadas con tres equipos de la MLB en la posición de pitcher. Ladd lanzó en toda o en parte de seis temporadas en las Ligas Mayores de Beisbol (MLB) entre 1979 y 1986. Utilizado principalmente como pitcher de relevo, Ladd inicio solo un juego de los 205 juegos que pitcheo, Jugó colegialmente para la University of Mississippi, Oxford.

## Carrera
Fue seleccionado en la ronda 25 del Draft de la MLB de 1977 por los Boston Red Sox proveniente de los Ole Miss Rebels, pero dos años después fue cambiado a los Houston Astros en junio de 1979 por Bob Watson, teniendo su debut en la MLB dos meses después en una temporada en la que jugó en 10 partidos, pero pasaría los siguientes dos años en las ligas menores hasta que fue cambiado a los Milwaukee Brewers por Rickey Keeton.
En julio de 1982 pasaría al roster principal de los Brewers jugando 16 partidos, tuvo récord de 1-3 con efectividad de 4.00. En esa temporada sería colocado como el cerrador de los Brewers en los playoffs por la lesión de Rollie Fingers, consiguiendo dos salvamentos en la victoria ante los California Angels en la Serie de Campeonato de la Liga Americana, pero solo aparecería en un partido en la Serie Mundial de 1982 que perdieron en siete partidos ante los St. Louis Cardinals.
En 1983 consiguió 25 salvamentos en 44 partidos con efectividad de 2.55, cumpliendo esa función hasta que fue dejado en libertad al final de la temporada de 1985. Al año siguiente pasaría a jugar con los Seattle Mariners por solo esa temporada para luego ser parte de Los Angeles Dodgers, con los que solo estuvo en las ligas menores y se retiraría en 1987. A nivel de béisbol invernal jugó en Venezuela con los Cardenales de Lara.

## Muerte
Ladd murió el 20 de octubre de 2023 en Maine a causa del cáncer a los 67 años.